# Hunau, Oberes Negertal, Renautal und Steinberg
Hunau, Oberes Negertal, Renautal und Steinberg este o arie protejată (sit de importanță comunitară — SCI) din Germania întinsă pe o suprafață de 1.495,41 ha, integral pe uscat.

## Localizare
Centrul sitului Hunau, Oberes Negertal, Renautal und Steinberg este situat la coordonatele 51°13′09″N 8°28′06″E / 51.2192°N 8.4683°E.

## Înființare
Situl Hunau, Oberes Negertal, Renautal und Steinberg a fost declarat sit de importanță comunitară în august 1999 pentru a proteja 1 specie de animale.

## Biodiversitate
Situată în ecoregiunea continentală, aria protejată conține 11 habitate naturale: Cursuri de apă de la nivel de câmpie la nivel montan, cu vegetație Ranunculion fluitantis și Callitricho-Batrachion, Formațiuni ierboase bogate în specii de Nardus, dezvoltate pe substraturi silicioase în zone montane (și în zone submontane, în Europa continentală), Liziere de ierburi înalte hidrofile de câmpie și de nivel montan până la alpin, Fânețe de joasă altitudine (Alopecurus pratensis, Sanguisorba officinalis), Fânețe montane, Mlaștini turboase de tranziție și turbării mișcătoare, Păduri de fag Luzulo-Fagetum, Păduri de fag Asperulo-Fagetum, Păduri pe pante, grohotișuri și ravene de Tilio-Acerion, Mlaștini împădurite, Păduri aluvionare cu Alnus glutinosa și Fraxinus excelsior (Alno-Padion, Alnion incanae, Salicion albae).
La baza desemnării sitului se află o specie protejată de  pești: cicar (Lampetra planeri).
Pe lângă speciile protejate, pe teritoriul sitului au mai fost identificate 11 specii de plante, 1 specie de nevertebrate.